# El Espinar (Guadalajara)
El Espinar es una localidad española del municipio de Campillo de Ranas, perteneciente a la provincia de Guadalajara, en la comunidad autónoma de Castilla-La Mancha.

## Geografía
Pedanía de Campillo de Ranas, enclavada en la falda oeste del pico Ocejón, en plena sierra de Ayllón. La construcción de sus edificios responden a la arquitectura negra.

## Historia
A mediados del siglo XIX, la aldea, ya por entonces perteneciente a Campillo de Ranas, tenía contabilizadas 20 casas. Aparece descrita en el séptimo volumen del Diccionario geográfico-estadístico-histórico de España y sus posesiones de Ultramar de Pascual Madoz de la siguiente manera:

ESPINAR (el): ald. en la prov. de Guadalajara, part. jud. de Tamajon, térm. jurisd. de Campillo de Ranas: tiene 20 casas, pero no térm. deslindado, y en cuanto á su pobl., riqueza y contr., está comprendido con las de su matriz (V.)
(Madoz, 1847, p. 571)